# Salif Sané
Salif Sané (Lormont, 1990. augusztus 25. –) francia születésű válogatott szenegáli labdarúgó, hátvéd. Bátyja a szintén labdarúgó Ludovic Sané.

## Pályafutása

### A válogatottban
2013 és 2020 között 33 alkalommal szerepelt a szenegáli válogatottban. Tagja volt a 2018-as oroszországi világbajnokságon részt vevő csapatnak.

## Sikerei, díjai
- Schalke 04
  - Bundesliga 2: 2021–22